# 青い年
『青い年』（ポルトガル語: Os Verdes Anos）は、1963年（昭和38年）製作・公開、パウロ・ローシャ監督のポルトガルの長編劇映画である。

## 略歴・概要
本作の前年、1962年（昭和37年）に発表されたジョゼ・エルネスト・デ・ソウザ監督の『ドン・ロベルト』（Dom Roberto）と並び、ポルトガルのヌーヴェルヴァーグである「ノヴォ・シネマ」の代表的な作品である。ローシャもデ・ソウザも、リスボンからパリへ留学経験をしており、ローシャは高等映画学院で映画製作を学び、ジャン・ルノワール監督の『捕えられた伍長』（1962年）、マノエル・デ・オリヴェイラ監督の『春の祭典』（1963年）等の助監督を経ての監督デビュー作である。
本作は、1964年（昭和39年）、ロカルノ国際映画祭で銀帆賞を獲得した。
日本では、本作の製作・公開から17年を経た1980年（昭和55年）3月2日、エキプ・ド・シネマの配給により岩波ホール等で初めて劇場公開された。

## スタッフ・作品データ
- 監督 : パウロ・ローシャ
- 脚本 : ヌーノ・ブラガンサ、パウロ・ローシャ
- 音楽 : カルロス・パレーデス
- 撮影監督 : リュック・ミロ
- 編集 : マルガレータ・マンクス
- 助監督 : フェルナンド・マトス・シルヴァ
- プロデューサー : アントニオ・クニャ・テレス
- 製作 : プロドゥサウン・クニャ・テレス
- フォーマット : 白黒映画 - ビスタサイズ（1.66:1） - モノラル録音

## キャスト
- ルイ・ゴメス - ジュリオ
- イザベル・ルト - イルダ
- パウロ・レナート - アフォンソ
- ルイ・フルタード - ラウル
- カンディダ・ラセルダ - 妻
- カルロス・ジョゼ・テイシェイラ - 夫

## ストーリー
舞台はポルトガルの首都リスボンである。田舎に住んでいたジュリオ（ルイ・ゴメス）が19歳になり、叔父のアフォンソ（パウロ・レナート）の住むリスボンに靴職人になるために上京してきた。ジュリオは病気の妹を抱える母に仕送りをする必要がある。
上京したその夜、ジュリオは都会の街を散策した。街で出逢ったイルダ（イザベル・ルト）に心惹かれる。イルダは資産家の家でメイドとして働いている。イルダはジュリオの勤める店に、女主人の靴を携えて、修理のおつかいに現れる。やがてジュリオとイルダは、休みごとに逢うようになった。
アフォンソがジュリオとイルダをリスボン観光につれていった日に、イルダは女主人にジュリオへの気持ちを告白した。ジュリオとイルダは、ダンスに出かけたが、ジュリオはうまく踊れない。イルダは誘ってくるほかの男と踊るのだった。
ダンス事件の次の日曜日、約束の時間になってもジュリオが現れない。イルダはジュリオを探してアフォンソを訪ねると、イルダはアフォンソに忘れ物のセーターをもらう。ジュリオは現れるが、セーターをもらったことでイルダを責めた。
次の日曜日、ジュリオはイルダに結婚を迫る。イルダは断り、去っていった。ジュリオは夜の公園でひとりぼっちになった。

## 註
1. 1 2  #外部リンク欄、Os verdes Anos （英語）, Internet Movie Database, 2009年10月19日閲覧。二重リンクを省く。
2. 1 2  青い年、kinejun.jp, 2009年10月19日閲覧。
3. ↑  Paulo Rocha - IMDb（英語）, 2009年10月19日閲覧。